# Arbostola
Arbostola is een geslacht van vlinders van de familie spinneruilen (Erebidae), uit de onderfamilie Catocalinae.

## Soorten
- A. adrana Druce, 1889
- A. heuritica Dyar, 1921
- A. viridis Druce, 1900